# Sibel Karameke
Sibel Karameke Kıcıroğlu (Turgutlu, Manisa, 7 de febrer de 1995) és una jugadora d'handbol turca. Actualment juga a l'İzmir Büyükşehir Belediyespor d'Esmirna i és integrant de la selecció turca d'handbol i d'handbol platja. L'any 2014 va ser nomenada com la jugadora jove més valuosa de la Lliga turca femenina d'handbol. Karameke també juga a la selecció turca de handbol platja. Va participar en el equip turc que va guanyar una medalla de bronze en els primers Jocs de Platja de 2015 a Itàlia.

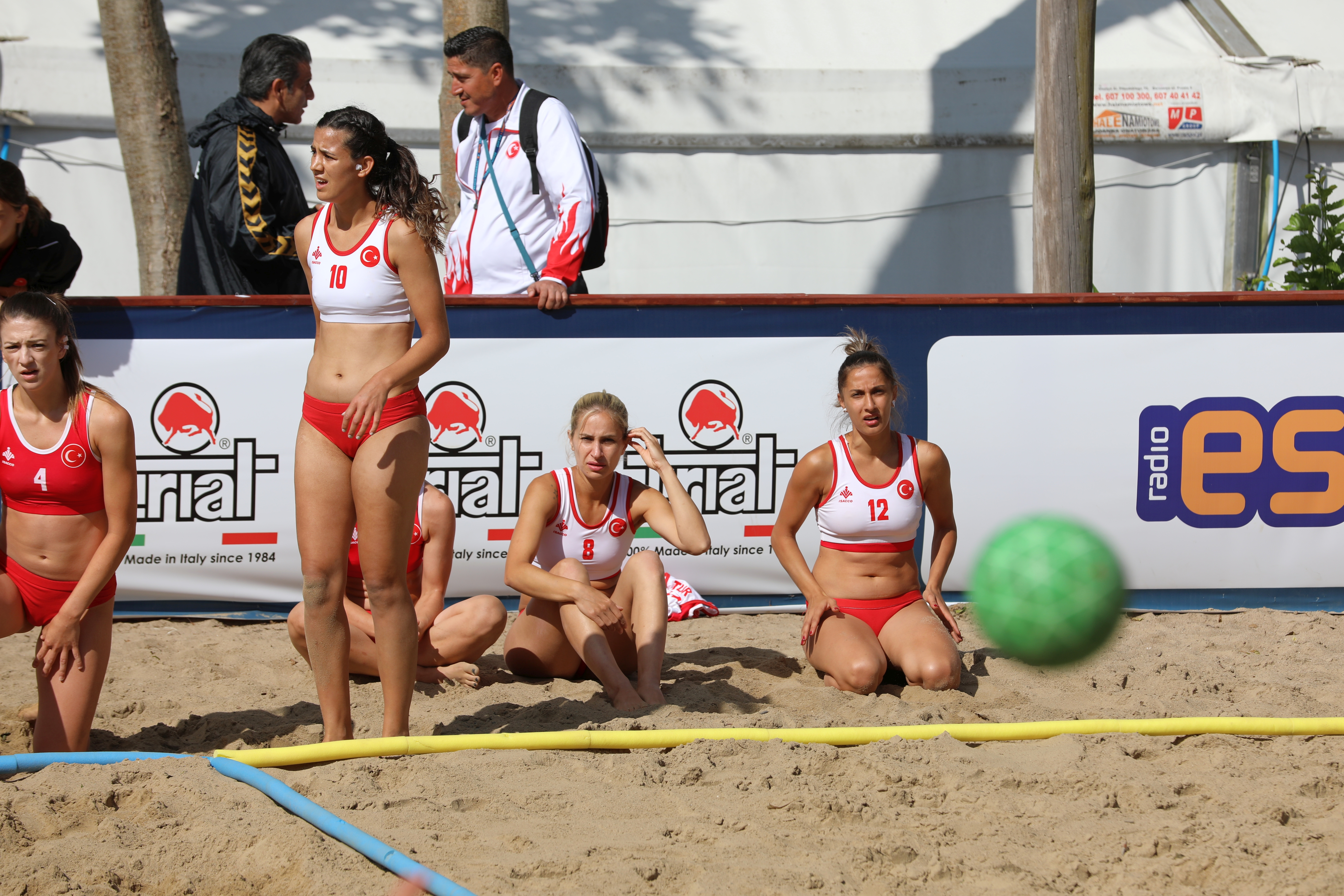
Sibel Karameke, nombre 10, a l'Euro 2019 contra Noruega.